# Doctorul Watson

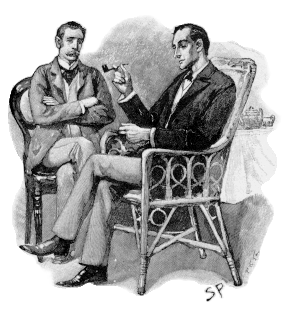
Dr. Watson (stânga) şi Sherlock Holmes -
desen de Sidney Paget.

Dr. Watson, pe numele său complet John Watson, este un personaj de ficțiune care apare în romanele și nuvelele scrise de Arthur Conan Doyle, care îl au ca principal personaj pe Sherlock Holmes.

## Descrierea personajului
Dr. Watson, un medic generalist, este biograful și prietenul lui Holmes, povestind aproape toate cele patru romane și 56 de nuvele (sau povestiri), cu excepția a patru dintre ele, două fiind povestite de Holmes însuși, iar alte două fiind scrise la persoana a III-a.
Dr. Watson este adesea uimit de calitățile deductive și observaționale extraordinare ale prietenului său. În chip firesc, personajul a fost creat special pentru a-l pune pe Holmes în lumină.
Referitor la fictivul Dr. Watson, Sir Arthur Conan Doyle afirma, 
| “ | ... dar el [Sherlock Holmes] nu putea să-și istorisească singur isprăvile. Îi trebuia deci un prieten banal care să-l pun în valoare prin contrast. Aveam nevoie de un nume cenușiu și discret pentru acest personaj lipsit de strălucire, Watson va fi acela. | ” |